# Neolythria strenna
Neolythria strenna là một loài bướm đêm trong họ Geometridae.